# Мідеплавильний завод у Квінстауні

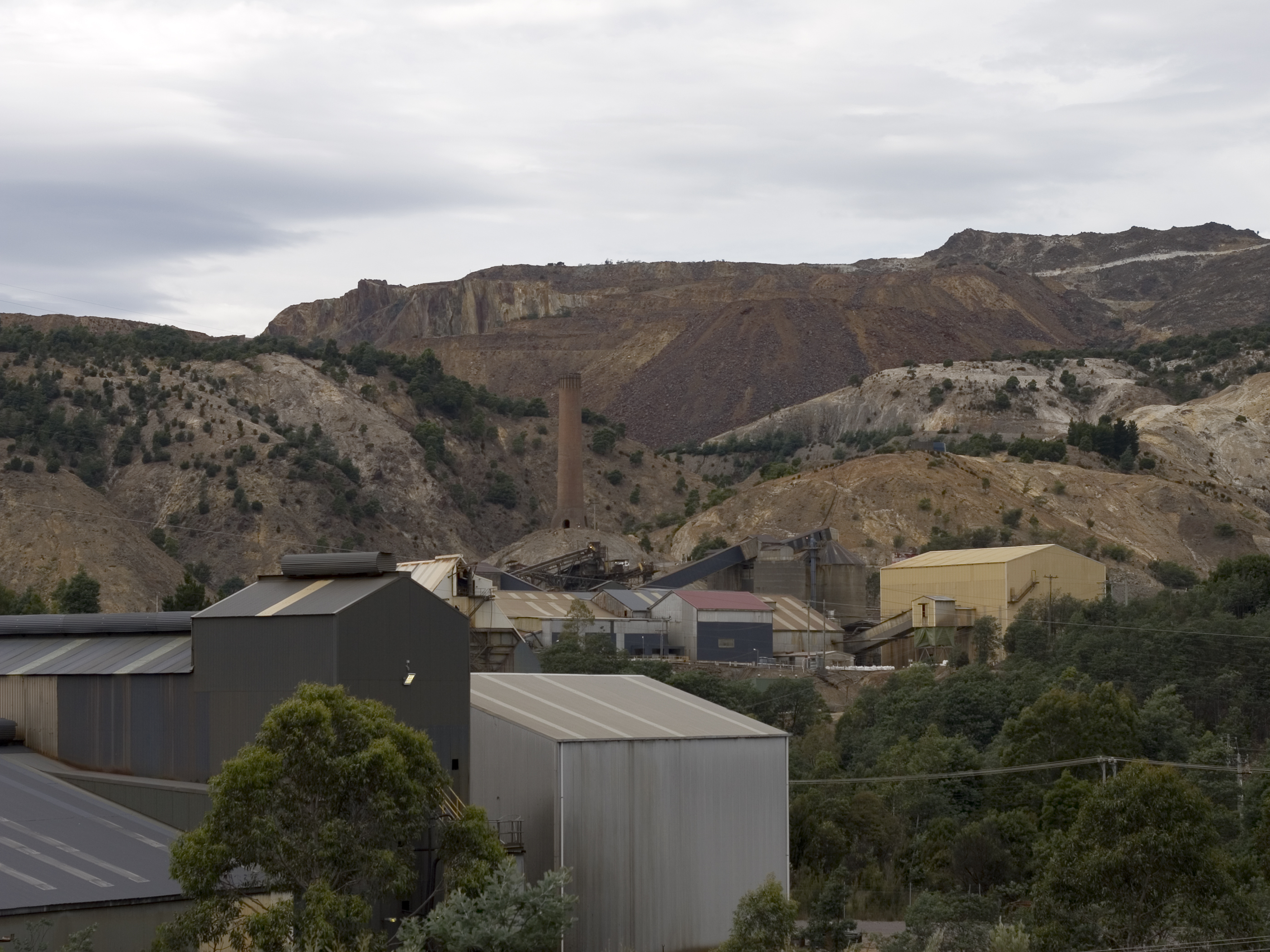
Збагачувальна фабрика та димар у Квінстауні

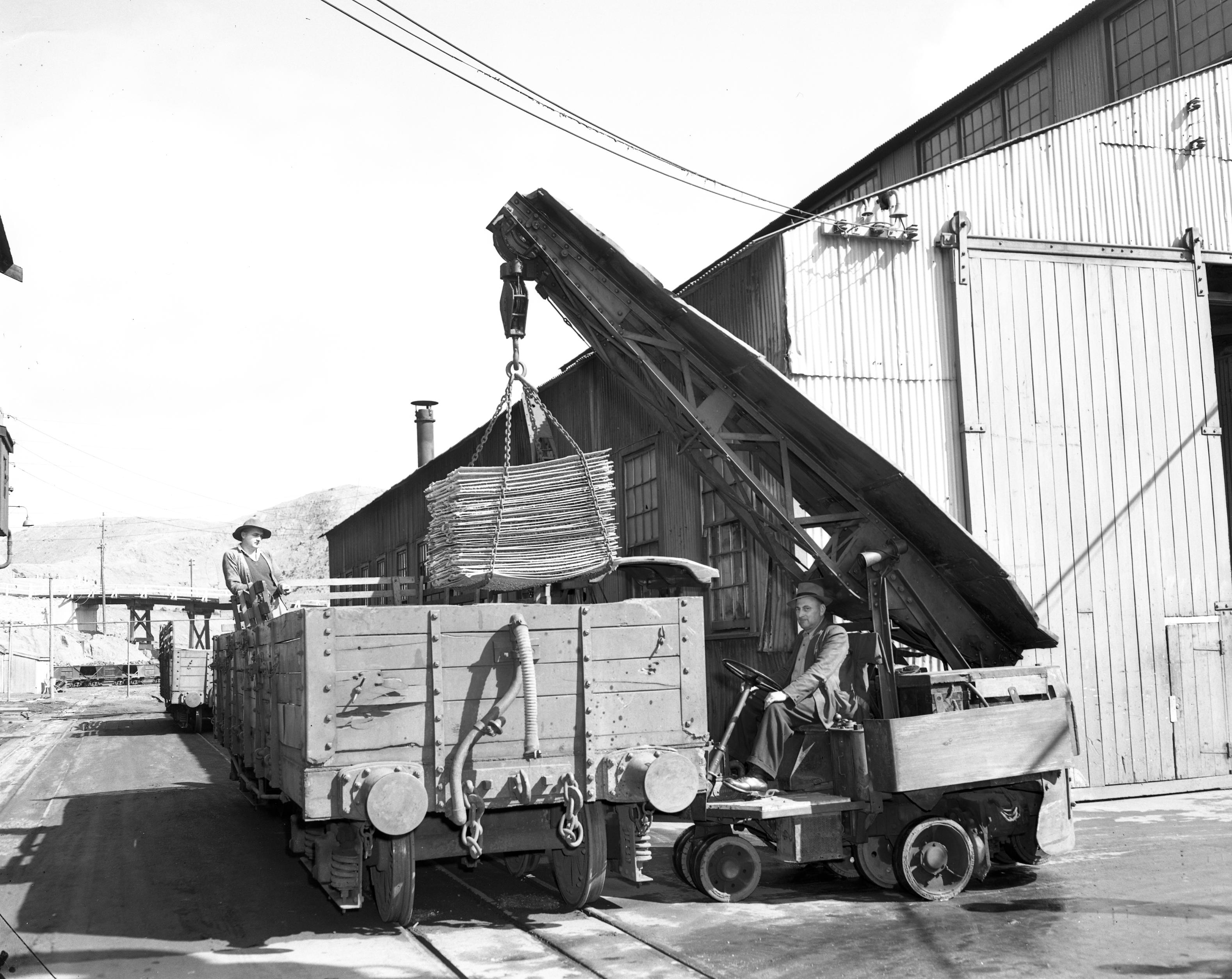
Завантаження мідних листів

Мідеплавильний завод у Квінстауні – колишній виробничий майданчик у австралійському місті Квінстаун на Тасманії.
У 1896 році компанія Mt. Lyell Mining & Railway Company Limited (MLMRCL) ввела в дію мідну копальню на рудному полі Маунт-Лаєлл, для роботи з продукцією якої поряд звели мідеплавильний завод. Доволі швидко він отримав 11 доменних печей – 2 у 1896-му та по 3 у 1897, 1898 та 1899 роках. Джерелом вуглецю для відновлення первісно була деревина, споживання якої могло доходити до 2 тисяч тонн на тиждень. Всього за період з 1896 по 1923 роки спалили біля 3 млн тонн деревини.
Завод у Квінстауні став першим в історії підприємством, на якому вдалось реалізувати технологію піритної плавки, коли джерелом енергії для відновлювального процесу було спалювання піритів, які так само видобувались на руднику Маунт-Лаєлл. Негативною стороною цієї технології були викиди великих обсягів діоксиду сірки – до 200 тисяч тонн на рік. В умовах надзвичайно вологого клімату (біля 2800 мм опадів на рік) це призводило до постійних «кислотних дощів», що в поєднанні з рубкою лісу для паливних потреб швидко перетворило оточуючий район на зону екологічного лиха. Втім, враховуючи зниження вмісту піритів у руді, з 1904-го почали додавати у печі кокс, частка якого у покритті енергетичних потреб постійно зростала (при цьому кокс одночасно замінював зазначену вище деревину).
Для видалення шкідливих відхідних газів (як з доменних печей, так і з конвертерів, де виплавляли чорнову мідь) спорудили димар заввишки 46 метрів, який розмістили на пагорбі, що підносився над плавильним майданчиком на 29 метрів.
В 1916-му на тлі виснаження покладів з високим вмістом міді ввели попереднє кальцинування концентрату і здійснювали його до 1934 року, коли знову перейшли на завантаження у печі сирого продукту. 
Перші кілька десятиліть продуктом майданчику була чорнова мідь, яку відправляли для завершального рафінування на завод у Порт-Кембла. У 1928-му завдяки розвитку тасманійської гідроенергетики у Квінстауні розпочали власне електролітичне рафінування міді.
Вивіз готової продукції забезпечувала залізниця до затоки Маккуорі-Гарбор. В свою чергу, через розташований на затоці порт Страхан надходив кокс (до 1925 року його поставки міг забезпечувати належний тому ж власнику коксохімічний завод в Порт-Кембла).
Необхідний для роботи печей флюс – вапняк – видобували у розташованій неподалік з Квінстауном копальні. 
Користуючись майже постійними дощами, збагачувальна фабрика Маунт-Лаєлл скидала хвости збагачення до потоку Холедж-Крік (Haulage Creek), звідки вони через Квін-Рівер та Кінг-Рівер потрапляли до Маккуорі-Гарбор. Всього за час розробки MLMRCL таким чином скинули 97 млн тонн породи – а разом з ними і 7 млн тонн шлаків мідеплавильного заводу (що містили біля 0,4% міді).
В 1969 році мідеплавильний завод у Квінстауні закрили, а концентрат почали вивозити залізницею до моря та експортувати до Японії.